# Ratusz w Los Angeles
Ratusz w Los Angeles (ang. Los Angeles City Hall) – siedziba władz miasta Los Angeles oraz miejsce posiedzeń rady miejskiej. Znajduje się w śródmieściu w Civic Center. 
Wybudowany został w 1928; jego wysokość to 138 m. Ze względu na zagrożenie sejsmiczne do końca lat 50. w Los Angeles nie można było wznosić budynków wyższych niż ratusz. 
Na 27 piętrze znajduje się taras widokowy.

## Galeria

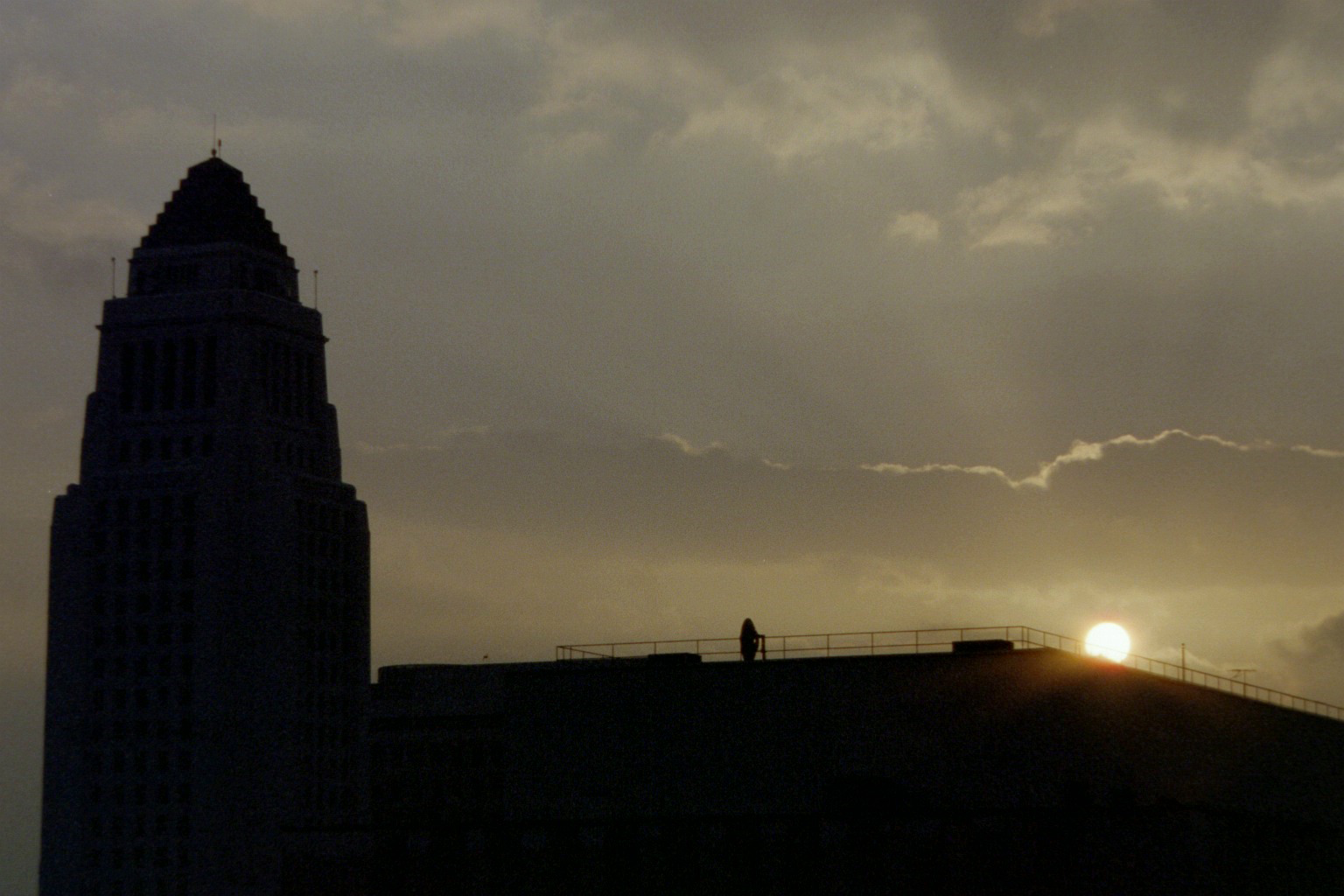
Sylwetka ratusza na tle wschodu słońca
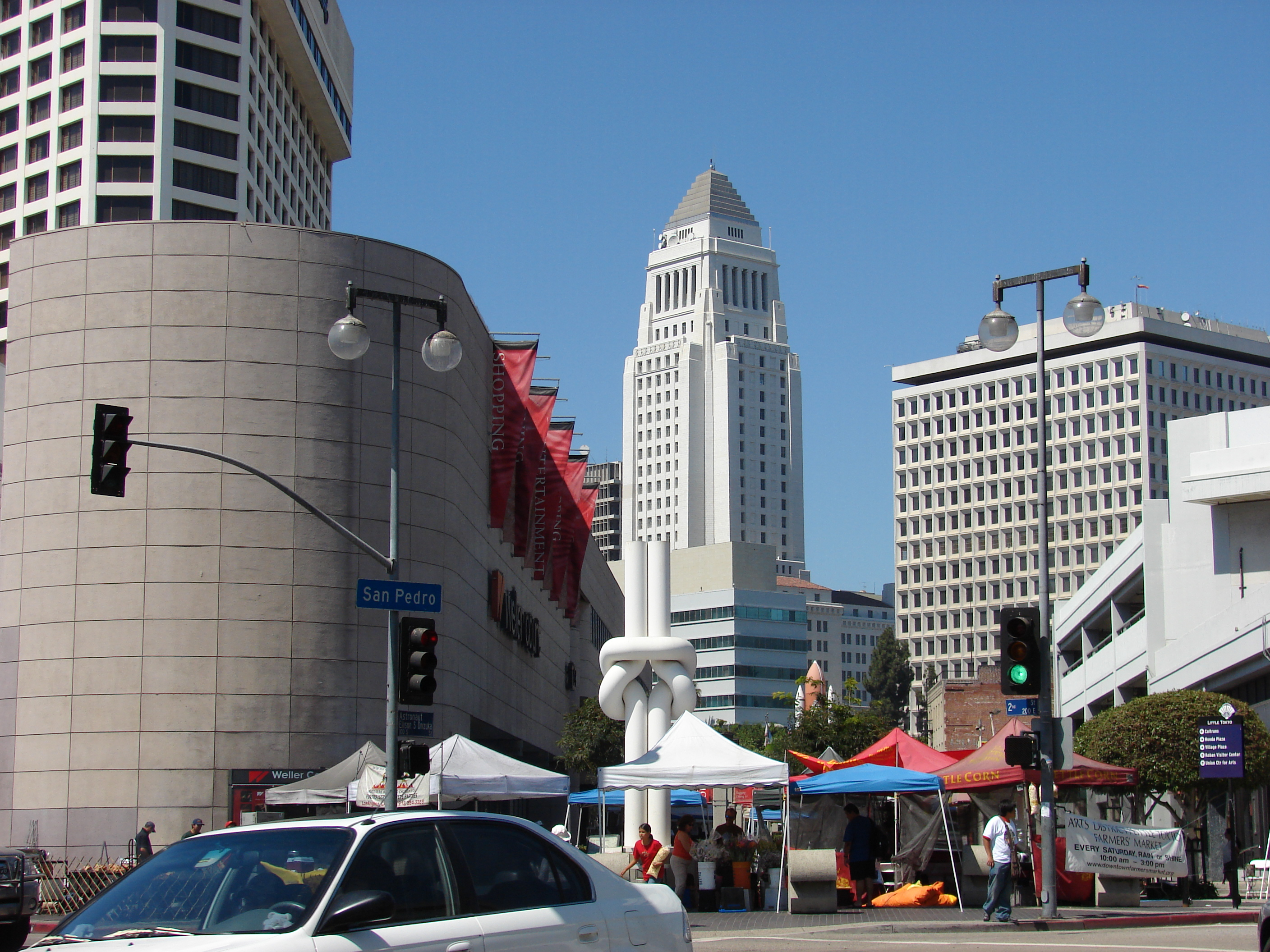
Widok ratusza od strony ulic San Pedro i 2nd Street
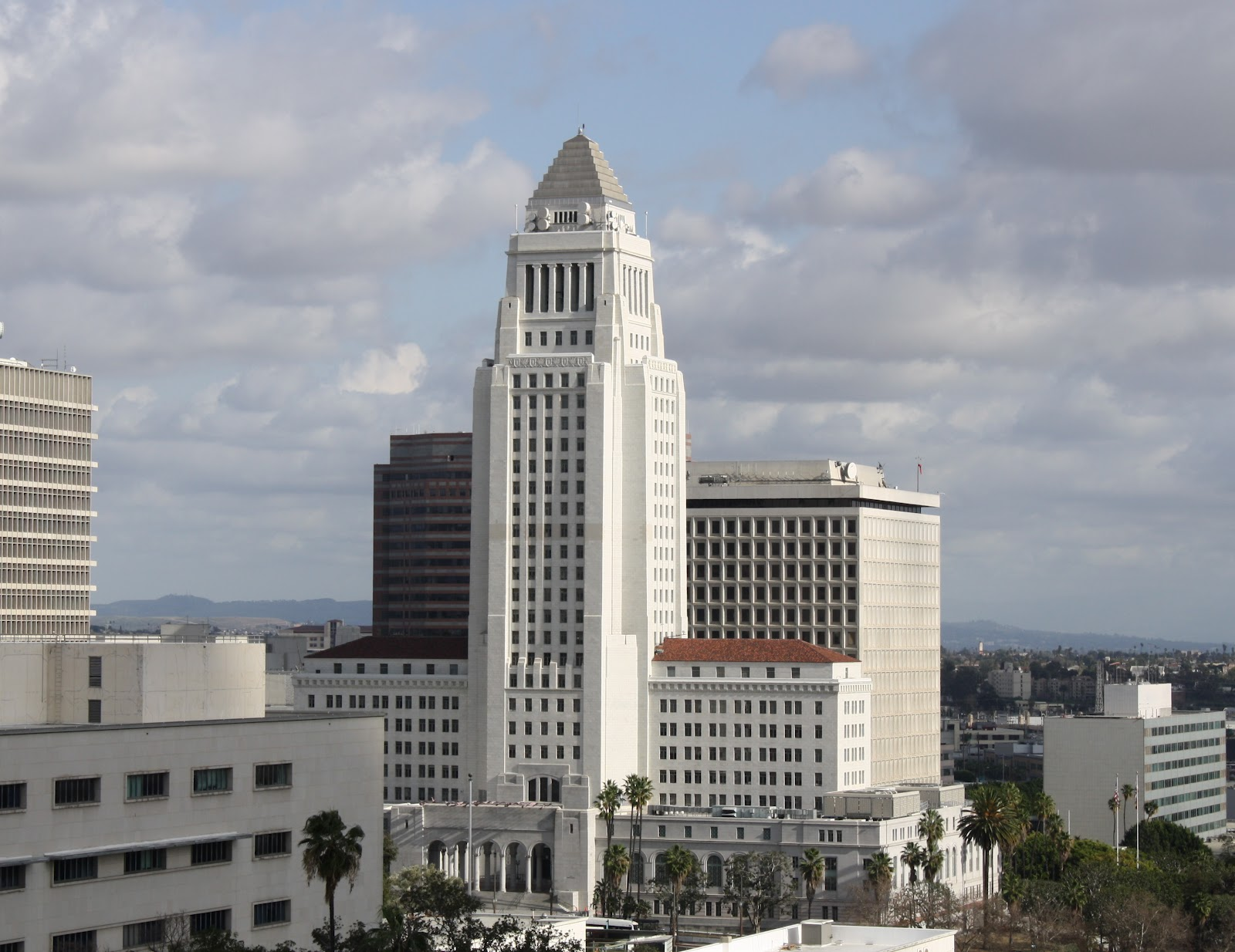
Widok ratusza za dnia ze strony Walt Disey Concert Hall